# Spinibarbus hollandi
Spinibarbus hollandi és una espècie de peix cipriniforme de la família dels ciprínids.

## Morfologia
Els mascles poden assolir els 32,5 cm de longitud total.

## Distribució geogràfica
Es troba a Laos, Vietnam, Xina i Taiwan.